# Basavanahalli, Tirumakudal Narsipur
Basavanahalli là một làng thuộc tehsil Tirumakudal Narsipur, huyện Mysore, bang Karnataka, Ấn Độ.